# 矢野獎吾
矢野獎吾（日语：／ Yano Shōgo，1989年3月19日—），日本男性演員、聲優。德島縣出身。曾屬Production Ace，現屬劇團Super Eccentric Theater，簡稱SET。

## 經歷
2020年時，為第十四回聲優獎新人男優獎得主之一。

## 出演作品
※ 粗體字為主要角色。

### 電視劇
- 失戀巧克力師 第2話，（2014年1月20日，富士電視台）妄想男友[1]
- 美女與男子 第2話，（2015年4月21日，NHK綜合頻道）候補者A[1]
- 遺留搜查特別篇 第4話，（2015年5月17日，朝日電視台）[1]
- 警視廳 馬來炒飯課（日语：警視庁 ナシゴレン課） 第2話，（2016年10月25日，朝日電視台）倉敷健一[1]

### 電視節目
- ハッピー!クラッピー（日语：ハッピー!クラッピー） （2015年4月4日－，Kids Station）げんしじんドギャーズ・ピコ[1]

### 舞台
- SET研究生畢業公演「TIME」（2012年、四谷區民禮堂）[1]
- （2013年11月、太陽城劇場）[1]
- (2014年1月、綠色劇院）[1]
- （中野 The Pocket）葬儀社社員·大橋[1]
- （2014年11月、太陽城劇場）[1]
- （2015年7月、東京藝術劇場西側影院）金角[1]

### 電視動畫
2014年
- 遊戲王ARC-V（澤渡真吾）[1]

2016年
- B-PROJECT～鼓動＊Ambitious～（工程師、男性工作人員B、演員、AD）[1]

2017年
- 數碼寶貝宇宙 應用怪獸（男子）
- 偶像大師SideM（岡村直央）
- 血界戰線&BEYOND（販賣員）

2018年
- 七大罪 戒律的復活（恩德、布歐拉、衛兵、索拉希德）
- 寄宿學校的茱麗葉（學生、男學生、裁判、過激派）
- 偶像大師 SideM 有理由Mini！（岡村直央）[3]
- 弦音－風舞高中弓道部－（如月七緒）[4]

2019年
- 路人超能100 II（伍德）
- 深夜的超自然公務員（天狗）
- GIVEN 被贈與的未來（佐藤真冬）[5]
- 七大罪 眾神的逆鱗（布歐拉、妖精族、男子、索拉席德／沙利葉）

2020年
- Number24（日语：Number24）（日高拓海）[6]
- 戀與製作人（魏谦）

2021年
- 七大罪 憤怒的審判（布歐拉）
- 美少年偵探團（足利飆太）
- VISUAL PRISON 視覺監獄（傑克·木桐）

2022年
- 最遊記RELOAD -ZEROIN-（妖怪）
- 群青的開幕曲（有村優[7]）
- 3秒後，野獸。～坐在聯誼會角落的他是個肉食系（日语：3秒後、野獣。〜合コンで隅にいた彼は肉食でした）（東條要）[8]
- 聖劍傳說 Legend of Mana -The Teardrop Crystal-（魯本斯）

2023年
- 弦音－相繫的一射－（如月七緒[9]）
- 久保同學不放過我（上田、劍×魔法同伴）
- 英雄王，為了窮盡武道而轉生～而後成為世界最強見習騎士♀～（學生）
- Paradox Live THE ANIMATION（圓山玲央[10]）

2025年
- 青春特調蜂蜜檸檬蘇打（三浦界[11]）

### OVA
2021年
- GIVEN 被贈與的未來 裏側的存在（佐藤真冬）※單行本第7卷限定版附贈DVD

### 動畫電影
2017年
- 特別版 Free!-Take Your Marks-（旭的友人）
- 道別的早晨就用約定之花點綴吧（伊歐夫男人）

2018年
- 劇場版 七大罪 天空的囚人（天翼人）

2020年
- 電影 GIVEN 被贈與的未來（佐藤真冬）[12]

2024年
- 電影 GIVEN 被贈與的未來 柊mix（佐藤真冬[13]）

### 網路動畫
2021年
- 終末的女武神（天使、呂布〈小孩〉）

2023年
- 終末的女武神II

### 遊戲
2016年
- 馭時之輪（高文）〔Android／iOS〕[1][14][15]
- 偶像大師SideM（岡村直央）[16]

2017年
- 帥氣律師的甜美束縛（加賀美誠）〔Android／iOS〕[1][17]
- 一血卍傑（コロポックル）[1][18]
- 偶像大師SideM 獻唱舞台！（岡村直央）〔Android／iOS〕[19]
- 平假名男子五十音圖（の）[20]
- 星座革命☆彡88星座的偶像革命（久白純）[21]

2019年
- ヒーロー'sパーク（天瀨朱）〔Android／iOS〕[22]

2020年
- Crash Fever（薛丁格）

### 廣播
- 星座革命☆彡 （2017年，音泉）[23]

### 人偶劇
- モンキーパーマ2 第10話（新入社会人妖怪 悶守多亞斜怪人）[1]

### BLCD
- 凹凸Sugar Days（竹中英司）[24]

### 廣播劇
- [1]

## 音樂CD

### 角色歌
冬のはなし - 電視動畫《GIVEN 被贈予的未來》插入曲
まるつけ - 電視動畫《GIVEN 被贈予的未來》片尾曲

## 外部連結
- 事務所官方網站個人資料 （页面存档备份，存于）（日語）
- 矢野獎吾的X（前Twitter）